# Ngụy Định Quốc
Ngụy Định Quốc, tên hiệu Thần Hoả Tướng Quân, là một nhân vật hư cấu trong tiểu thuyết cổ điển Trung Quốc Thủy hử. Ông là một trong 72 Địa Sát Tinh của 108 anh hùng Lương Sơn Bạc.

## Xuất thân
Ngụy Định Quốc vốn là Đoàn luyện sứ ở Lăng Châu cùng với Đan Đình Khuê. Ngụy Định Quốc ra trận đầu đội mũ khảm đỏ, rủ tua đỏ, ngoài khoác áo con nghê, trong mặc áo hồng bào thêu quái thú, chân đi đôi giày thêu kỳ lân, lưng đeo cây cung kim thước, khoác một túi tên, tay cầm cương đao. Ông mặc đồ đỏ, thông thạo về trận hỏa công, khi ra trận thường lấy đồ lửa làm vũ khí nên có tên hiệu Thần hoả tướng quân (Tướng thần lửa).

## Gia nhập Lương Sơn Bạc
Sau khi Quan Thắng đầu hàng quân Lương Sơn Bạc, thái sư Sái Kinh cử Đan Đình Khuê và Ngụy Định Quốc dẫn đầu quân triều đinh đi đánh dẹp quân Lương Sơn. Khi biết tin, Quan Thắng nhận làm tướng tiên phong cùng với Tuyên Tán và Hác Tư Văn đón đánh quân triều đình. Tại Lăng Châu, trận đầu tiên, Đan và Ngụy bắt được Hác và Tuyên.
Đan Đình Khuê sau đó giao đấu với Quan Thắng, bị thua và bị bắt, đồng ý quy hàng Lương Sơn Bạc. Ngụy Định Quốc bị hai đạo quân của Quan Thắng và Lý Quỳ đánh vào thành Lăng Châu, không địch nổi phải chạy sang huyện Trung Lăng. Quan Thắng vây huyện rất gấp khiến Nguỵ Định Quốc không thể ra đánh.
Lúc này, Đan Đình Khuê vào huyện dụ hàng Ngụy Định Quốc. Ngụy đồng ý hàng nếu Quan Thắng vào huyện. Quan Thắng không ngại âm mưu, một mình một ngựa một đao đi vào huyện. Ngụy Định Quốc đồng ý theo về Lương Sơn Bạc.

## Sau khi chiêu an và tử trận
Khi phân định ngôi thứ ở Lương Sơn Bạc, Ngụy Định Quốc trở thành một đầu lĩnh mã quân, ông và Đan Đình Khuê là phó tướng cho Tần Minh. Sau khi nhận chiêu an, ông cùng Tống Công Minh và các đầu lĩnh tham gia nhiều chiến dịch đánh dẹp quân Liêu và các lực lượng khác chống đối triều đình nhà Tống. Trong chiến dịch đánh Phương Lạp, khi theo Lư Tuấn Nghĩa đánh tới Hấp Châu, thấy cổng thành mở toang, Ngụy Định Quốc cùng Đan Đình Khuê muốn lập công đầu, xông vào thành. Không ngờ bên trong thành là hầm sập sát cổng. Hai tướng không đề phòng, cả người lẫn ngựa lăn nhào xuống hố. Quân địch mai phục sẵn hai bên cầm giáo dài và cung tên nhất loạt đâm, bắn. Hai tướng chết ngay tại chỗ.

## Trong Đãng Khấu Chí
Tại hồi 61, Đan Đình Khuê cùng Ngụy Định Quốc trấn thủ Nam Vượng Doanh, ỷ dốc với Gia Tường. Ngờ đâu, Hô Diên Chước ra quân thất bại, Hàn Thao Bành Kỷ chết trận, Tuyên Tán, Hách Tư Văn bị bắt, Gia Tường thất thủ. Hô Diên Chước thuyết phục 2 tướng đem hết quân mã đánh Gia Tường, hai tướng đồng ý. Hôm đầu đánh cửa đông, Đan Đình Khuê đánh Phó Ngọc hơn 50 hiệp không phân thắng bại. Hôm sau, Đan cùng Hô Diên tấn công Đông môn, giao tranh với Văn Đạt, bị Văn Đạt bắt sống và bị chặt mất 2 tay. Hôm thứ ba, Hô Diên Chước và Ngụy Định Quốc đánh Bắc môn. Kịch bản lập lại, Ngụy Định Quốc đánh với Văn Đạt, và vẫn bị Văn Đạt dùng mẹo đâm trúng chân trái và bị bắt sống.